# Чемпионат Австралии по кёрлингу среди юниорских смешанных пар
Чемпионат Австралии по кёрлингу среди юниорских смешанных пар (англ. Australian Junior Mixed Doubles Curling Championship) — ежегодное соревнование юниорских (до возраста 21 год) смешанных пар (команд из двух человек — одного мужчины и одной женщины; англ. Mixed doubles curling) Австралии по кёрлингу. Проводится начиная с сезона 2025—2026 одновременно и на одной арене с чемпионатом Австралии среди юниоров. Организатором является Федерация кёрлинга Австралии (англ. Australian Curling Federation).
Победитель чемпионата получает право до следующего чемпионата представлять Австралию на международной арене (в том числе на чемпионате мира) как юниорская смешанная парная сборная Австралии.

## Годы, места проведения и команды-призёры
| Год  | Город и даты проведения чемпионата | Золото                                       | Серебро                                          | Бронза                                              | Место на чемпионате мира |
| ---- | ---------------------------------- | -------------------------------------------- | ------------------------------------------------ | --------------------------------------------------- | ------------------------ |
| 2025 | Несби 15–18 июля 2025              | Marcy Forge / Thomas Bence тренер: Ким Фордж | Holly Douglas / Flynn Collins тренер: Энн Пауэлл | Brydie Douglas / Matthew Quinn тренер: Andrew Quinn | ...                      |